# Cochylimorpha acriapex
Cochylimorpha acriapex es una especie de polilla del género Cochylimorpha, tribu Cochylini, familia Tortricidae. Fue descrita científicamente por Razowski en 1967.

## Distribución
La especie se distribuye por Afganistán.